# Berlinale Dokumentarfilmpreis

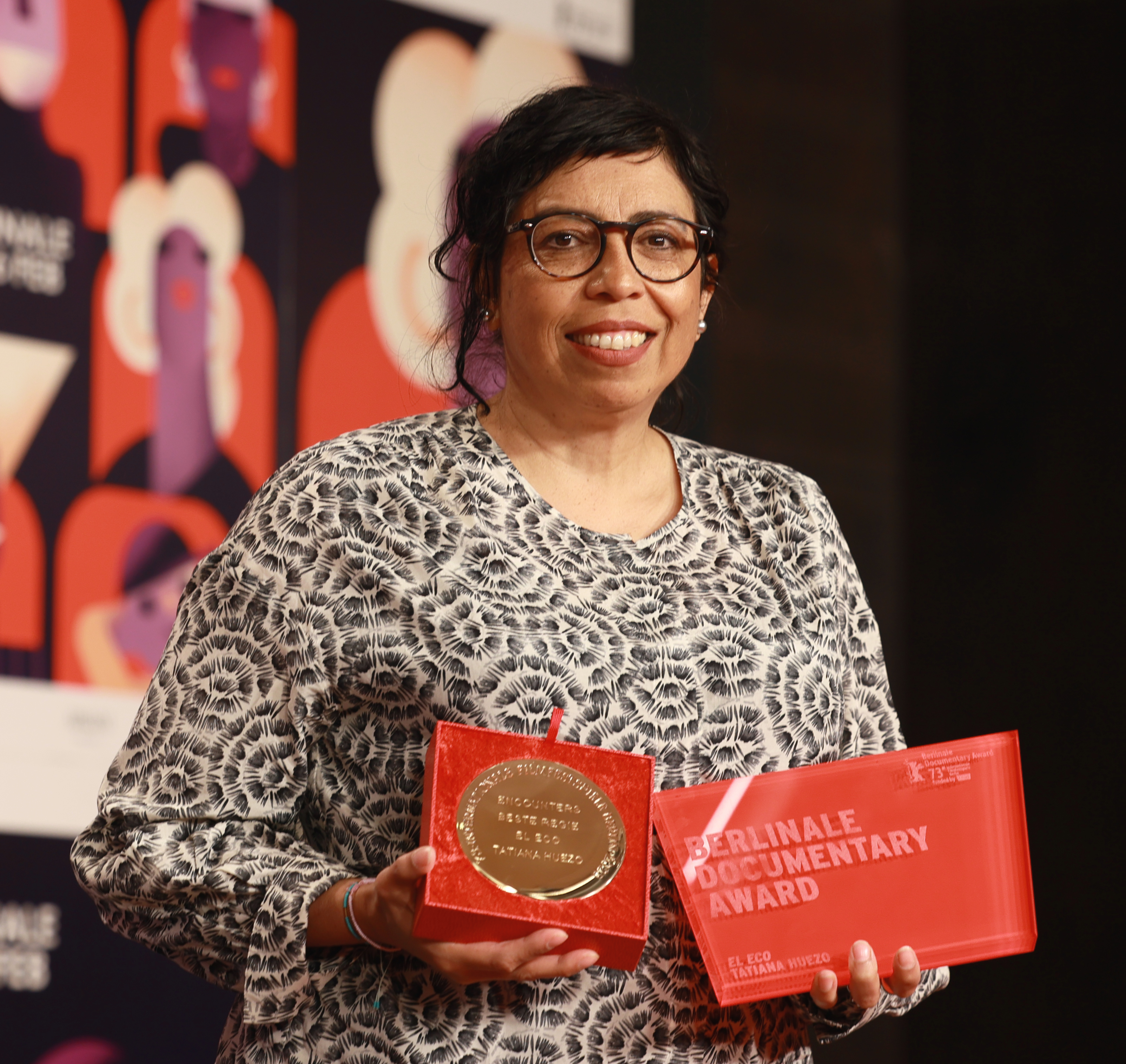
Preisträgerin 2023: Tatiana Huezo mit dem gewonnenen Berlinale Dokumentarfilmpreis für El eco

Mit dem Berlinale Dokumentarfilmpreis wird bei den jährlich veranstalteten Internationalen Filmfestspielen von Berlin der beste Dokumentarfilm prämiert. Anliegen ist es, die Vielfalt der dokumentarischen Formen abzubilden und zu würdigen.
Aus den Sektionen Wettbewerb, Berliner Special, Encounters, Forum, Generation, Panorama und Perspektive Deutsches Kino werden etwa 20 aktuelle Dokumentarfilmbeiträge für den Preis nominiert. Eine dreiköpfige Jury entscheidet über die Vergabe des Preises.
Der Berlinale Dokumentarfilmpreis wurde erstmals 2017 vergeben. Von 2017 bis 2019 betrug das Preisgeld 50.000 Euro und wurde vom Uhrenhersteller Glashütte Original gestiftet. Daneben wurde eine in der Uhrmacherschule des Unternehmens gefertigte Trophäe verliehen. Von 2020 bis 2024 stiftete der Rundfunk Berlin-Brandenburg (rbb) den Preis.
Die Auszeichnung wird im Rahmen der offiziellen Preisverleihung im Berlinale Palast übergeben. Das Preisgeld von 40.000 Euro wird hälftig zwischen Regie und Produktion des Preisträgerfilms geteilt.

## Preisträger
(Angaben in Klammern: Übersetzung des Filmtitels, sofern es keine offizielle deutsche Fassung gibt)
- 2017
  - Istiyad Ashbah (Ghost Hunting / Geisterjagd) (Frankreich, Palästina, Schweiz, Katar)
- 2018
  - Waldheims Walzer (Österreich)
- 2019
  - Talking about Trees („Über Bäume sprechen“) (Frankreich, Sudan, Deutschland, Tschad, Katar)
- 2020
  - Irradiés („Bestrahlt“) (Frankreich, Kambodscha)
  - Lobende Erwähnung: Aufzeichnungen aus der Unterwelt (Österreich)
- 2021
  - Wir (Nous) – Regie: Alice Diop
  - Lobende Erwähnung: The First 54 Years – An Abbreviated Manual for Military Occupation – Regie: Avi Mograbi
- 2022
  - Myanmar Diaries – Regie: The Myanmar Film Collective, Produktion: Corinne van Egeraat
  - Lobende Erwähnung: No U-Turn – Regie: Ike Nnaebue
- 2023
  - El eco – Regie: Tatiana Huezo, Produktion: Tatiana Huezo und Dalia Reyes
  - Lobende Erwähnung: Orlando, meine politische Biographie  – Regie: Paul B. Preciado
- 2024
  - No Other Land – Regie: Basel Adra, Hamdan Ballal, Yuval Abraham und Rachel Szor
- 2025[6]
  - Gewinner des Dokumentarfilmpreises: Holding Liat – Regie: Brandon Kramer
  - Lobende Erwähnung: La memoria de las mariposas – Regie: Tatiana Fuentes Sadowski
  - Lobende Erwähnung: Canone effimero – Regie: Gianluca und Massimiliano De Serio